# Asunción Lachixila
Asunción Lachixila är en ort i Mexiko.   Den ligger i kommunen Santiago Camotlán och delstaten Oaxaca, i den sydöstra delen av landet, 400 km sydost om huvudstaden Mexico City. Asunción Lachixila ligger 591 meter över havet och antalet invånare är 517.
Terrängen runt Asunción Lachixila är bergig söderut, men norrut är den kuperad. Runt Asunción Lachixila är det glesbefolkat, med 15 invånare per kvadratkilometer. Närmaste större samhälle är Ayotzintepec, 13,5 km norr om Asunción Lachixila. I omgivningarna runt Asunción Lachixila växer i huvudsak städsegrön lövskog.